# Werner Schmitz (General)
Werner Schmitz (* 21. Mai 1921 in Duisburg; † 1. Oktober 1977 in Bonn) war ein deutscher Offizier, zuletzt Generalleutnant der Bundeswehr. Er war unter anderem Kommandeur der Offizierschule der Luftwaffe und der 2. Luftwaffendivision sowie stellvertretender Inspekteur der Luftwaffe.

## Werdegang

### Wehrmacht
Nach der Reifeprüfung an einem Realgymnasium wurde er 1939 zum Reichsarbeitsdienst eingezogen. Danach trat er in die Wehrmacht ein und wurde zum Offizier ausgebildet. 1942 erfolgte die Beförderung zum Leutnant.  Zuletzt war er Oberleutnant und bei der Flak als Batteriechef. Er geriet schließlich in französische Kriegsgefangenschaft.

### Nachkriegszeit
Nach dem Zweiten Weltkrieg war er als Lehrer und Leiter an der Berlitz Fremdsprachenschule in Düsseldorf tätig.

### Bundeswehr
Schmitz trat 1956 als Oberleutnant in die Bundeswehr ein. Er wurde zunächst in der Truppe und als Hörsaalleiter verwendet, danach war er von 1958 bis 1960 zur FlaRak-Ausbildung in Fort Bliss in El Paso, Texas als Inspektionschef. Er tat unter anderem Dienst in der 4. Luftwaffendivision in Aurich und im HQ Allied Air Forces Central Europe (AIRCENT) in Fontainebleau bei Paris. Ab 1962 nahm er am 6. Generalstabslehrgang (L) an der Führungsakademie der Bundeswehr (FüAkBw) in Hamburg teil. Schmitz übernahm in den 1960er Jahren Generalstabsverwendungen. Er war unter anderem Adjutant des Inspekteurs der Luftwaffe Generalleutnant Johannes Steinhoff. Später war der Oberst i. G. Luftwaffenattaché an der deutschen Botschaft in Paris. Dort erhielt er das Komturkreuz des nationalen Verdienstordens vom Präsidenten der französischen Republik.
Von 1971 bis 1973 war Schmitz als Brigadegeneral Kommandeur der Offizierschule der Luftwaffe (OSLw) in Neubiberg bei München und von 1973 bis 1975 als Generalmajor Kommandeur der 2. Luftwaffendivision in Birkenfeld. 1975/76 war der Generalleutnant stellvertretender Inspekteur der Luftwaffe unter Generalleutnant Gerhard Limberg. 1976 trat er aus gesundheitlichen Gründen vorzeitig in den Ruhestand. Er verstarb ein Jahr darauf an den Spätfolgen der Kriegsgefangenschaft (Herzmuskelschädigung).

## Familie
Schmitz, evangelisch, war verheiratet und Vater zweier Söhne. Sein Enkel ist derzeit aktiver Soldat bei der Bundeswehr.